# 烧毁的诺顿
《烧毁的诺顿》是托马斯·艾略特《四个四重奏》中的第一首诗，创作于其编写的剧本《大教堂谋杀案》期间，收录于他1936年首次出版的《诗集：1909-1935》中。这首诗的标题是指的一座艾略特本人曾同艾米丽·海尔一道参观过的位于科茨沃尔德的庄园，而庄园中的花园在诗中成为了一处重要的意向。这首诗的结构借鉴的是其本人的诗歌《荒原》；而诗中几处节选，也与艾略特本人《大教堂谋杀案》中的删选片段有关联。
全诗讨论的中心内容在于时间的本质和救赎。艾略特强调每个人应注重当下，同时清楚普遍规律存在的必要性。通过了解到时间的本质和世界的普遍规律，人类才能够感知上帝，完成救赎。对于这首诗的赏析，许多评论家把关注都聚焦在了这首诗的独特性和美感上。然而，也有人表示，这首诗所反映的境界，不及艾略特的一些早期作品，而且对于基督教主题的使用，也使得这首诗大打折扣。

## 背景梗概
《烧毁的诺顿》的创作理念和艾略特的剧本《大教堂谋杀案》相关。在1935年创作剧本的同时，他完成了这首诗。这首诗和这部剧本之间的深刻联系在于，诗中的大量文段期初是为剧本而创作的，只是后来在剧本监制马丁·布朗的建议下，他把原文从剧本中删除了。多年以后，艾略特还回忆道：    

“这些原本都是创作《大教堂谋杀案》中被删除台词和片段。剧本的监制人表示‘这几段不能放在台上演’，而我虚心接受采纳了他的判断。然而，这些片段在我脑海中依然挥之不去，逐渐在我脑海中打磨成了一部诗——最后，《烧毁的诺顿》由此诞生。”
同许多艾略特其他的作品一样，这首诗是由他的众多诗句片段汇集编纂而成，且经过了多年的修改。为了搭建好这首诗的构架，艾略特还参考了自己的诗集《荒原》。
1936年，这首诗被收录于《诗集：1909-1935》中，出版一万一千余本。这本诗集标志了他由早期诗歌的创作向晚期作品的转型。在艾略特长达六年在持续论文评述撰写的同时，还在向剧本创作转型的期间，《燃烧的诺顿》是他唯一一首完成的长篇诗作品。这首诗由于1941年作为独立作品再次发表，同年，《四个四重奏》中后来的两首诗《东库克》、《干塞尔维其斯》也得以发表。
诗中的庄园是真实存在的。它坐落于英格兰格洛斯特郡，邻近阿斯顿塞布埃吉村。1934年，艾略特曾同艾米丽·海尔光顾此地。原本的诺顿老宅这座庄园，于1741年被其主人威廉·科伊特爵士烧毁，爵士本人也命丧火海。虽然艾略特当时已经成家，他还是常与海尔处在一起，而且，如果他当时还没结婚的话，他们二人的关系还有可能进一步发展。甚至在他们二人离开了烧毁的诺顿庄园后，艾略特仍和海尔保持着密切的联系，还多次与她通信赠诗。这座庄园本身，在诗中其实并不重要，艾略特把创作重心，放在了描绘环绕庄园的花园上。

## 诗歌
这首诗是艾略特第一首尝试纯粹依赖对话完成的诗：由一个陈述者直接与观众进行对话。这首诗的主旨和氛围是初夏的时节、自由的空气和美德与节操。全诗由陈述者回忆对花园的一段记忆开篇，其对场景的描绘进而引发了一场关于时间的讨论：对于个人而言，相比于未来抑或是过去，当下，才最为重要。记忆可以将人与过去相连接，可是过去的一切无从改变。进而，这首诗由描写回忆过渡到讨论人生以及生存。尤其要注意的是，宇宙一直被描述成是有序的，这种有序甚至是跳脱于时间之外的——即使我们人的一切都与时间紧紧相连。诗中的场景由花园迁移到了以科学和技术发明运转的伦敦地铁上来，而这些依赖于科技来解释一切的人永远无法真正理解这个世界或是所谓的理性，即“上帝的语言”或是神学信仰。身下的地铁世界在诗中被替换成了教堂墓地，进而引发了关于死亡的讨论，而这场讨论随后，转化为了关于时间无限和永恒的探讨，在这样的探讨中，全诗结束。

## 主旨
艾略特相信《烧毁的诺顿》这首诗能够帮助社会的发展。这首诗中的陈述者追忆了人类是如何受“原罪”的影响，从而选择了走向真善美还是邪恶的道路，以及他们有为自己赎罪的能力。为了帮助每个人，这首诗解释道，每个人都必须跳脱时间桎梏的世界来看待自己的内心，而诗人们要做的，就是寻找一种不受时间桎梏的意向所界定的完美，从语言带来的局限中所逃脱开来。
彼得·艾克罗伊德认为完全概括这首诗的内容是一件不可能的事——这首诗过于抽象，以至于诗中陈述者所构建的那些事件、行为的框架都无法真正清晰地被填充完整。然而，从哲学基础的角度，还是可以解读这首诗中的时间观念的，因为诗中的原理和圣奥古斯汀的《忏悔录》中的思想相关。它们的相似关联在于，都强调了当下才是全部的时间阶段中最为重要的，因为过往无从改变而未来不可知。这首诗强调了要放下回忆，了解当下的世界，而且人类必须意识到宇宙是按规律发展变化的。诗中同样提到了，意识虽然不能与时间完全绑定在一起，但人类也不能脱离时间而独活。诗中描绘的伦敦地下的场景中，满是生命与时间紧紧相扣的人们，他们就像《空心人》中描述的那样，是一群精神世界空旷的人——而他们精神世界之所以空旷，正是因为他们不懂所谓的理性，也不懂得宇宙的规律。在全诗的总结段中，强调了上帝是唯一可以置身于时间之外真实的存在，他了解关于时间和空间的一切，但是人类依然可以通过信仰上帝、信仰他的能力，来实现自我救赎，使自己从现实世界的桎梏中脱离出来。
诗中创造的异想空间也有着重要的作用。诗中第一部分描绘了一座玫瑰花园，带有寓言性地暗示了人类生存所具备的潜力。即使这座花园在现实生活中并不存在，它仍然被描绘得栩栩如生，在诗人想象的世界里，是真实存在的一般。而且，诗中的陈述者所提到的“回荡在脑海中的话语”，也将这他想象的世界分享展现到了读者的眼前。除了创造了一个共享的想象平台，这座花园的意向还有着其他的作用，它在诗中起到了唤醒回忆的作用，而在艾略特其他的作品（包括《家庭团员》）中，这一意向也曾出现过且发挥了相同的作用。 

## 文学评论
一位早期的评论家，D·W·哈丁，认为这首诗开创了诗歌界的一个新理论。同样的，爱德温·莫尔从一个全新的角度来赏析了这首诗，认为它其中蕴含着和《空心人》中相似的美感。彼得·昆内尔赞同且描述这首诗为“一首全新的、具有里程碑意义的诗歌创作”，认为它具有“不同寻常的节奏技巧”。玛丽安娜·摩尔认为这是一首“在神和凡人的平衡关系里…考虑了思维控制能力的诗歌”。她认为这首诗中“最精华的理念”在于“这首诗让人们看到了，诗人哲学视野在当代的不断扩大，是一个多么严肃、艰难但又真切的过程”。洛尔福·汉菲尔称：“艾略特使其主旨缓慢蜿蜒成形…这种表达方式太美了！他从最简单陈述入手，这样的陈述或许任何辩证唯物主义者都能够接受…到最后总结的方式又几乎会让任何的革命主义者觉得难以理解。这样的处理是何等美妙！”
然而，乔治·奥威尔并没有褒奖《烧毁的诺顿》，还认为相比较艾略特诗中的宗教天性而言，这首诗远不及他的早期作品。后来的文学评论加罗素·科克同意了奥威尔部分的观点，但认为奥威尔批评的艾略特在该诗中的宗教观点也有不妥。他尤其指出：“在过去的四分之一个世纪里，大多数严肃的评论家，无论他们是否信仰上帝，都认为《四个四重奏》是20世纪讨论哲学与宗教的诗歌中的最高成就。”同样的，1941年4月12日的《文学时代增刊》中也称这首诗难以理解，随后，同年的9月4日，另外一篇评论又批评艾略特对历史的见解有问题。
后来的评论家则各持不同的观点。波尔格尼兹强调这首诗“开篇掌控得十分完美，且极具说服力”，认为这首诗“囊括了艾略特最好的一些诗歌，其思想极为乐感化”。而彼得·艾克罗伊德表示：“事实上，《烧毁的诺顿》是通过对其他作品内涵的模仿、删改、囊括来汲取感染力和影响力的，因而研究这首诗时，其中唯一需要被探明的‘真相’，是这首诗在不断拼凑各种观点时，最后达到的统一化。”